# 毛叶槭
毛叶槭（学名：Acer stachyophyllum）为槭树科槭属下的一个种。

## 扩展阅读
- 維基物種上的相關：毛叶槭